# Sherman Minton
Sherman "Shay" Minton (20 de octubre de 1890 a 9 de abril de 1965) fue un militar y político,  demócrata  estadounidense, senador de Indiana y Juez de la Corte Suprema de los Estados Unidos. Asistió a la Universidad de Indiana, Yale y La Sorbona. Había servido como capitán en la Primera Guerra Mundial, y luego comenzó una carrera jurídica y política. En 1930, después de varios intentos fallidos de elección, y sirviendo como un líder regional en la Legión Estadounidense, se convirtió en comisionado de servicios públicos bajo la administración del Gobernador de Indiana, Paul V. McNutt.
En 1934, Minton ganó la elección al Senado de los Estados Unidos. Durante la campaña, que defendió la legislación del New Deal en una serie de direcciones en la que sugería que no era necesario defender la Constitución durante la crisis de la Gran Depresión. La Campaña de Minton fue denunciada por sus opositores políticos, y recibió las críticas más generalizadas de una dirección que se conocía como el discurso "You Cannot Eat the Constitution".
Como parte de la Coalición del New Deal, Minton ferozmente partidista defendió al presidente Franklin D. Roosevelt en el Senado y se convirtió en uno de sus principales aliados del Senado.
Después de su fracasó en su reelección en 1940, Franklin D. Roosevelt lo designó como juez del Tribunal Federal de Apelaciones del Séptimo Circuito. Después de la muerte de Roosevelt, el presidente Harry S. Truman, con quien había desarrollado una estrecha amistad durante su tiempo juntos en el Senado, lo nominó a la Corte Suprema de Justicia, donde se desempeñó durante siete años. Un defensor de la moderación judicial, Minton era un partidario regular de la opinión de la mayoría durante sus primeros años en la Corte, se convirtió en un disidente regular después de los nombramientos del presidente Dwight Eisenhower. En 1956, por la mala salud su retiro fue forzado, tras lo cual viajó y dio conferencias hasta su muerte en 1965.
Los historiadores apuntan al cambio inusual entre su papel como senador partidista liberal y su papel como un jurista conservador. Atribuyen su cambio de posición como una reacción a la relación entre los senadores del New Deal y la Corte 1930, que gobernó gran parte de la legislación inconstitucional New Deal.
A finales de marzo de 1965, Minton fue internado en un hospital en New Albany, donde se encontró que estaba sufriendo una hemorragia interna. Murió mientras dormía temprano en la mañana del 9 de abril. Su esposa era católica, y su funeral se celebró en la iglesia católica Holy Trinity; asistieron muchos dignatarios, entre ellos varios miembros de la sesión de la Corte Suprema de Justicia, los gobernadores de Indiana y Kentucky, y varios miembros del Congreso. Fue enterrado en el cementerio de la Santísima Trinidad junto a la iglesia. Él dejó a la mayoría de sus papeles personales y documentos judiciales a la Biblioteca Presidencial Truman.

## Antecedentes familiares

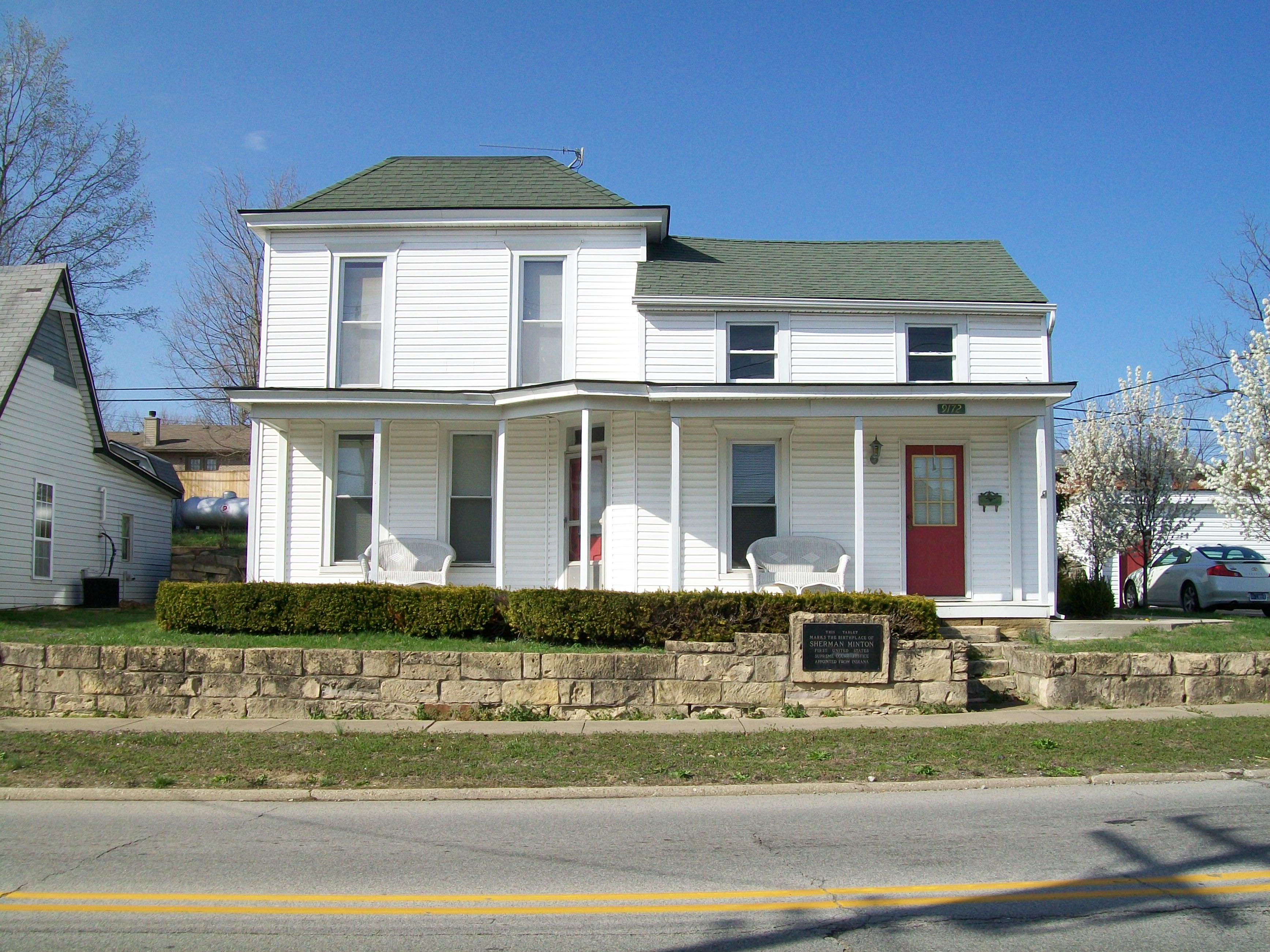
Lugar de nacimiento y de infancia de Minton.

Sherman Minton, nació el 20 de octubre de 1890, hijo John Evan y Minton Emma nativos en su Georgetown, Indiana. Él era el tercero de cinco hijos de la familia y fue apodado "Shay" debido a la incapacidad de su hermano menor a pronunciar correctamente "Sherman". Los padres de Minton se casaron en 1883.
Minton recibió su educación básica en una escuela de dos habitaciones en Georgetown, a la que asistió hasta el octavo grado. Estuvo en contacto con la política desde una edad temprana;. Su padre lo llevó a varios mítines políticos, entre ellos al discurso en 1895 del líder del Partido Demócrata William Jennings Bryan. Su padre era un jornalero de Albany Nueva y San Luis de Línea de trenes. En 1898, se volvió discapacitado, cuando sufrió un infarto de calor mientras trabajaba. Su condición significaba que no podía trabajar;. La familia se empobreció y tuvo que subsistir con la producción limitada de su pequeña granja. La madre de Minton desarrolló cáncer de mama en 1899. Un médico de viaje trató de eliminar sus tumores en abril de 1900 y realiza la operación en la mesa familiar, pero la madre murió durante el procedimiento. La muerte fue un golpe emocional a Minton, a partir de entonces, se negó a asistir a la iglesia y habló contra Dios, a quien culpó por la muerte de su madre. El padre de Minton se casó con Sarah Montague el 3 de diciembre de 1901.
Conforme Minton creció, a menudo estuvo en problemas con la gente de su barrio. En 1904, fue detenido por hacer caso omiso de una ordenanza que prohíbe a ciclistas montar en la acera. Él fue llevado ante un Juez de paz y tuvo una multa de tres dólares, un incidente que más tarde le atribuye su cambio de actitud ante la vida y provocando su deseo de convertirse en abogado. Para lograr ese objetivo, y seguir manteniendo a su familia, viajó con su hermano mayor, Herbert a Fort Worth, Texas, para tomar un trabajo en la empresa Swift & Company en la planta empacadora de carne. Su padre y sus hermanos menores pronto se unieron a él en Texas después de que los ingresos de los dos hermanos fueron capaces de cubrir sus gastos. Después de guardar el dinero suficiente para ayudar a establecer a la familia en una casa nueva, Minton regresó a Indiana para asistir a la escuela secundaria, dejando a su familia en Texas.

### Educación
Minton comenzó en la Preparatoria de Edwardsville en 1905, a los catorce años. Al año siguiente la escuela se unió con la cercana Escuela de Nueva Albany. Allí, participó en el equipo de fútbol, el béisbol, y los de pista. Él fundó el primer club de la escuela de debate, los Wranglers, que ganó varios premios. Él trabajó en una galería local, y durante las vacaciones de verano regresó a Fort Worth para trabajar en la planta de Swift. Fue expulsado brevemente de la escuela después de cometer una travesura en febrero de 1908.  La escuela estaba bajo la guía del innovador Superintendente Charles Allen Prosser, que sólo permite a Minton regresar después de que se disculpará oficialmente ante toda la escuela una semana después. Minton comenzó a salir con Gertrude Gurtz en su último año, y los dos mantuvieron en contacto después de que él fue a la universidad.
Se graduó en la escuela secundaria como el mejor de su clase en 1910.
Minton tenía la intención de asistir a la universidad, durante el verano de 1910, tuvo un trabajo como vendedor de la empresa Swift en el área de Fort Worth para ayudar a pagar sus futuros estudios.
Regresó a Indiana y se matriculó en la Universidad de Indiana en septiembre de 1911, tomando clases extras para completar los primeros tres años de cursos en tan solo dos años. A pesar de la pesada carga de trabajo, se unió al equipo de béisbol y al equipos de debate, y participó en el Jackson Club, una organización para los demócratas.

## Carrera política
Cuando Minton regresó a su casa decidió dedicarse a la política. Se postuló para el cargo en el tercer distrito del Congreso de Indiana, pero perdió las primarias demócratas, a pesar de una campaña importante y su historial de guerra. Él perdió contra John Ewing, 6502 votos a 3170, consigue el segundo lugar de cinco candidatos.  Después de la derrota, se unió brevemente a la firma de abogados de Indiana Stonsenburg y Weathers, antes de mudarse a Miami, Florida, donde se unió a otra empresa
. En enero de 1928, dejó la práctica legal en Miami y regresó a Stonsenburg y Weathers. Intentó obtener la nominación demócrata para postularse para el Congreso en 1930, pero fue derrotado nuevamente, esta vez por el expresidente del partido estatal Eugene B. Crowe.
Al año siguiente, Minton se convirtió en un comandante local de la Legión Estadounidense. El grupo tenía un gran número de miembros activos en el estado en el momento, Minton usó su posición para promover la agenda del Partido Demócrata. Paul McNutt era el comandante nacional, y los dos hombres se convirtieron en aliados políticos. Cuando McNutt se convirtió en gobernador en 1930, ofreció a Minton un puesto en la nueva comisión de regulación. Como comisionado, Minton logró imponer regulaciones que reducen las facturas telefónicas del Estado por un total combinado de $ 525.000. Los recortes recibieron una amplia cobertura mediática, y Minton fue acreditado en los informes con el éxito de dichas reducciones.

## Suprema Corte
En una conferencia de 15 de septiembre de 1949, noticias, Truman anunció nombramiento de Minton a la Corte Suprema, en reemplazo del fallecido Justicia Wiley Rutledge.
Minton ya había aceptado la nominación en privado varios días antes, después de una conversación telefónica con Truman.

## Retiro
Al anunciar su partida, Minton señaló: Habrá más interés en quien me sucederá que en mi paso. Yo soy un eco. A pesar de las dificultades de salud, Minton se arrepintió de su decisión casi de inmediato. Minton regresó a su casa de Nueva Albany, donde tuvo una carga de trabajo mucho más ligera. Dando conferencias ocasionales en la Universidad de Indiana y discursos en público de vez en cuando. Durante varios años después de retirarse de la Corte Suprema, Minton aceptaba asignaciones para ocuparse temporalmente en uno de los tribunales federales inferiores. Él recibió un doctorado honorario de la Universidad de Louisville. Hizo muchos viajes alrededor de los Estados Unidos Estados Unidos, y dos viajes a Europa. En Inglaterra, recibió un doctorado honorario de la Universidad de Oxford en 1956.
A pesar de su delicado estado de salud, Minton se mantuvo activo en el Partido Demócrata. Estaba preocupado por el presidente Eisenhower, a quién él creía que era incompetente. Permaneció en correspondencia regular con Truman, y los dos se reunieron en varias ocasiones en funciones del Partido Demócrata.

## Muerte y legado
bA finales de marzo de 1965, Minton fue ingresado en el Hospital Memorial Floyd en New Albany, donde se encontró que estaba sufriendo una hemorragia interna. Murió en su sueño, en la mañana del 9 de abril. Su funeral se celebró en la Iglesia Católica de la Santísima Trinidad ya desaparecida y asistieron muchos dignatarios, entre ellos varios miembros de turno del Tribunal Supremo, los gobernadores de Indiana y Kentucky, y varios miembros del Congreso. Fue enterrado en el cementerio de la Trinidad Santa, en Green Valley Road en New Albany. Minton era nominalmente católico y había rechazado el cristianismo durante la mayor parte de su vida; que sólo comenzó a asistir de vez en cuando la masa después de su retiro. Él dejó la mayor parte de sus papeles personales y judiciales a la Biblioteca Presidencial Truman.
Minton es el epónimo del Puente Sherman Minton, que transporta la Interestatal 64 a través del río Ohio, conectando el oeste de Louisville, Kentucky con New Albany, Indiana. Minton asistió a la dedicación del puente en una ceremonia de 1962. Él es también el homónimo de la competencia anual Sherman Minton Moot Court, celebrada en la Universidad de Indiana Maurer School of Law. También es honrado (con el senador de Indiana Homer E. Capehart ) -en el estilo " brutalista " diseñado por Woolen, Molzan and Partners y con el arte arquitectónico de Milton Glaser -en el céntrico Minton-Capehart Federal Building en Indiana World War Memorial Plaza en Indianápolis. Un busto de bronce de Minton fue creado y expuesto en el Statehouse de Indiana.